# El buen destino
El buen destino es una película argentina dirigida por Leonor Benedetto y protagonizada por Federico Luppi, Gustavo Garzón y Gabriela Toscano. Fue estrenada el 30 de noviembre de 2006.

## Sinopsis
Un pueblo queda al costado de la civilización y el progreso, pero también al costado del capitalismo salvaje y del sálvese quién pueda. Desde allí, todavía son posibles la utopía y la solidaridad. En ese pueblo, cinco hombres, cuyas edades son dispares tanto como sus ocupaciones y su grado de desarrollo cultural y espiritual, le harán frente a la falta de trabajo, cada uno a su manera.

## Reparto
- Federico Luppi como Manuel
- Gustavo Garzón como Mancio
- Gabriela Toscano como Marión
- Pablo Rago como David
- Jorge Suárez como Hilario
- Luis Luque como Andrés
- Oscar Alegre como Ismael
- María Carámbula como Solange
- Jessica Schultz como Emma
- Roberto Vallejos como Orlando
- Norma Argentina como Doña Nelly
- Alejandra Radano como Clarisa
- Fabiana García Lago como Elisa
- Nicolás Vázquez como Willy
- Rafael Ferro como Daniel
- Luis Ziembrowski como Dr. Beltrán
- Elvira Mínguez como Esmeralda
- Juan Leyrado